# 이아이 여자 중학교·고등학교

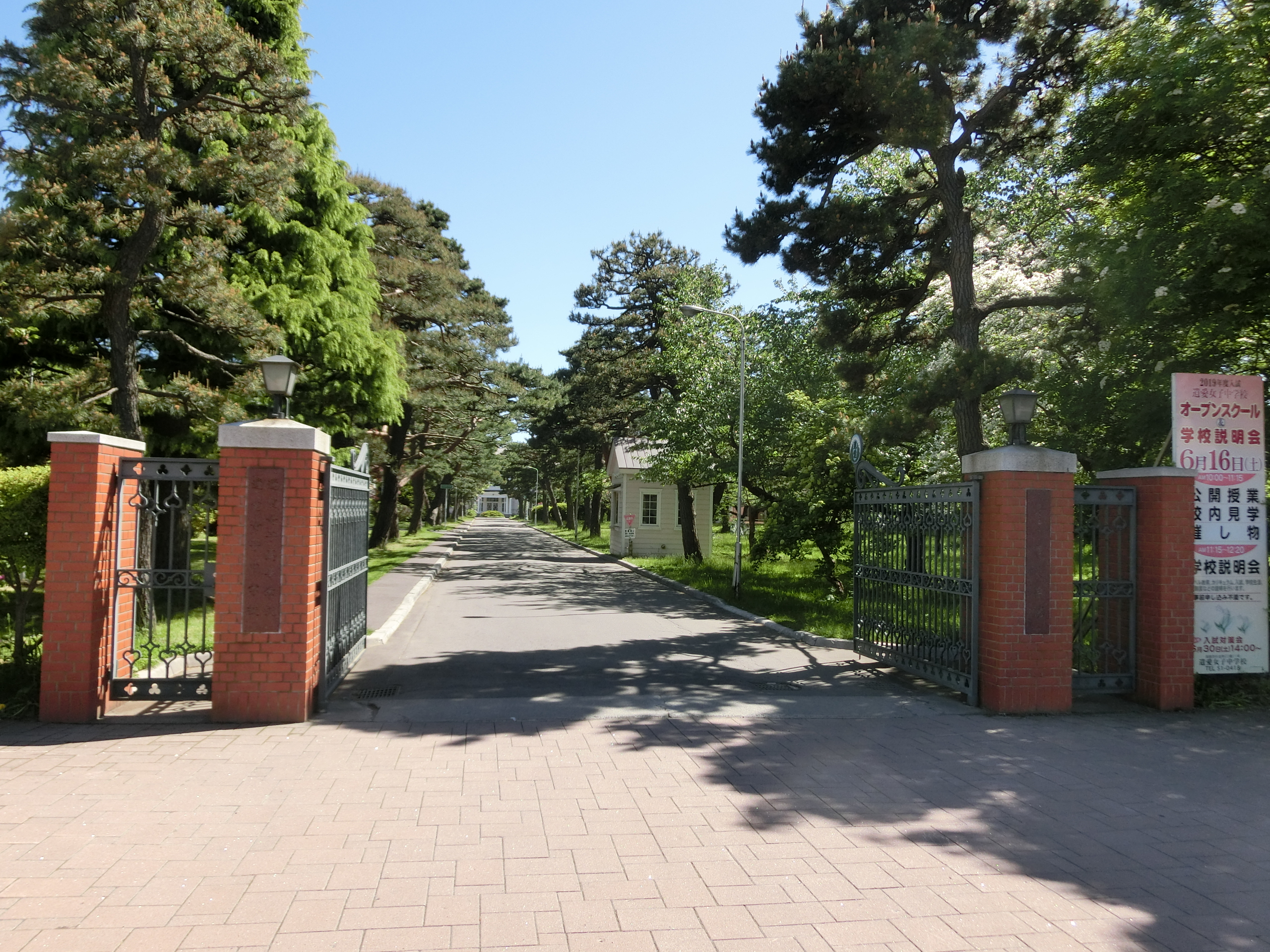
홋카이도 하코다테 이아이 여자중고등학교

이아이 여자 중학교·고등학교(北海道 函館 遺愛女子中高等学校)는 일본 홋카이도 하코다테시의 사립 여자중고등학교이다. 1874년 첫 개교되었다.